# Wital Szczerba
Wital Wieniediktowicz Szczerba (biał. Віталь Венядзіктавіч Шчэрба, ros. Виталий Венедиктович Щербо; ur. 13 stycznia 1972 w Mińsku) – białoruski gimnastyk sportowy, do 1991 występował jako reprezentant  Związku Radzieckiego. Multimedalista olimpijski, mistrz świata i Europy.
Treningi rozpoczął w wieku siedmiu lat. W sezonie 1990/1991 awansował do kadry Związku Radzieckiego i w 1991 został wicemistrzem świata w wieloboju. W następnym roku w Barcelonie zdobył sześć złotych medali olimpijskich (startował pod flagą Wspólnoty Niepodległych Państw). Znalazł się na szczycie listy multimedalistów Igrzysk Olimpijskich 1992, a w historii jedynie Michael Phelps oraz Mark Spitz wywalczyli więcej złotych krążków na jednych igrzyskach.
Po ostatecznym rozpadzie ZSRR reprezentował Białoruś. Wielokrotnie zdobywał medale mistrzostw świata, m.in. złoto w 1993 w wieloboju. Podczas Igrzysk Olimpijskich 1996 zdobył cztery brązowe medale. Przed igrzyskami jego żona miała ciężki wypadek, co zahamowało jego przygotowania do startu. Był mistrzem świata na każdym przyrządzie. Karierę zakończył w 1997 i obecnie mieszka w Las Vegas. Tam w 1998 otworzył szkołę gimnastyczną.
W 2017 został oskarżony o gwałt, którego miał dokonać w 1991 na 15-letniej wówczas Tatjanie Gucu, jego koleżance, z którą jeździł na różne zawody. Według doniesień, Wital miał spędzić noc w pokoju razem z nią. Tego samego roku zdobył tytuł Zasłużonego Mistrza Sportu ZSRR, a w 1994 – Zasłużonego Mistrza Sportu Białorusi.

## Starty olimpijskie
| Konkurencja                 | Wynik          | Miejsce        |
| Barcelona 1992              | Barcelona 1992 | Barcelona 1992 |
| --------------------------- | -------------- | -------------- |
| Wielobój indywidualny       | 59,025         |                |
| Ćwiczenia wolne             | 9,712          | 6.             |
| Ćwiczenia na poręczach      | 9,900          |                |
| Ćwiczenia na koniu z łękami | 9,925          |                |
| Ćwiczenia na kółkach        | 9,937          |                |
| Skok                        | 9,856          |                |
| Wielobój drużynowy          | 585,400        |                |
| Atlanta 1996                |                |                |
| Wielobój indywidualny       | 58,197         |                |
| Ćwiczenia wolne             | 9,275          | 7.             |
| Ćwiczenia na drążku         | 9,800          |                |
| Ćwiczenia na poręczach      | 9,800          |                |
| Skok                        | 9,724          |                |
| Wielobój drużynowy          | 571,381        | 4.             |

## Medale
| Zawody               | Złoto | Srebro | Brąz | Razem |
| Igrzyska olimpijskie | 6     | 0      | 4    | 10    |
| Mistrzostwa świata   | 12    | 7      | 4    | 23    |
| Mistrzostwa Europy   | 9     | 5      | 2    | 16    |
| Uniwersjada          | 1     | 2      | 0    | 3     |
| Razem                | 28    | 14     | 10   | 52    |